# Saint-Étienne-Cantalès
Saint-Étienne-Cantalès är en kommun i departementet Cantal i regionen Auvergne-Rhône-Alpes i mitten av Frankrike. Kommunen ligger  i kantonen Laroquebrou som ligger i arrondissementet Aurillac. År 2022 hade Saint-Étienne-Cantalès 124 invånare.

## Befolkningsutveckling
Antalet invånare i kommunen Saint-Étienne-Cantalès
Referens:INSEE